# US Open 2025 – Simplu feminin calificări
US Open 2025 – Simplu feminin calificări reprezintă seria de meciuri de tenis care au loc în perioada 18–20 august 2025 pentru a determina cele șaisprezece jucătoare calificate care vor intra pe tabloul principal de la US Open 2025 – Simplu feminin.

## Capi de serie
1. Francesca Jones
2. Tereza Valentová
3. Aoi Ito
4. Dalma Gálfi
5. Viktoriya Tomova
6. Varvara Gracheva
7. Katie Volynets
8. Sára Bejlek
9. Zhang Shuai
10. Bernarda Pera
11. Petra Marčinko
12. Darja Semeņistaja
13. Anca Todoni
14. Julia Grabher
15. María Lourdes Carlé
16. Katarzyna Kawa
17. Rebecca Marino
18. Arantxa Rus
19. Olivia Gadecki
20. Ena Shibahara
21. Ella Seidel
22. Varvara Lepchenko
23. Leyre Romero Gormaz
24. Simona Waltert
25. Jessika Ponchet
26. Sinja Kraus
27. Priscilla Hon
28. Victoria Jiménez Kasintseva
29. Panna Udvardy
30. Joanna Garland
31. Wang Xiyu
32. Veronika Erjavec

## Tabloul principal

#### Explicația simbolurilor
- Q = calificare
- WC = Wild card
- LL = Lucky loser
- Alt = înlocuitor
- SE = scutire specială
- PR = clasament protejat
- ITF = calificat prin clasament ITF
- JE = junior scutit
- w/o = victorie fără opoziție
- r = retras
- d = descalificat